# ام-فنیل ان دی آمین
ام-فنیل ان دی آمین (به انگلیسی: M-Phenylenediamine) با فرمول شیمیایی C6H8N2 یک ترکیب شیمیایی با شناسه پاب‌کم 62329 است. که جرم مولی آن ۱۰۸٫۱ گرم بر مول می‌باشد. شکل ظاهری این ترکیب، جامد سفید است.